# Ayerbe
Ayerbe là một thị trấn trong tỉnh Huesca, thuộc vùng hành chính Aragón của nước Tây Ban Nha, có dân số là 1.112 người (thời điểm 2006).